# Dorcadion tauricum
Dorcadion tauricum — вид жесткокрылых из семейства усачей.

## Описание
Жук длиной от 11 до 14 мм, имеет чёрную окраску, ноги буро-красные, усики буро-красные до чёрных, первый сегмент красный. Голова не утолщена, переднеспинка с глубоким желобком, покров верха густой, шелковистый. Шовная и краевая полосы яркие, есть остатки плечевой полосы.